# Рагглс
Рагглс (англ. Ruggles River) — река на острове Элсмир в Канадском регионе Нунавут (район Кикиктани). Является самой высокоширотной из известных рек, чей водоток сохраняется в течение всего года без пересыхания или промерзания русла зимой. Приток воды в зимний период обеспечивается озером Хейзен, в средней части которого расположен её исток. 
Длина реки — 28,8 км. Высота истока — 157 метров над уровнем моря, по другим данным — 159 м. Течёт в юго-восточном направлении. Впадает в фьорд Чендлер залива Леди Франклин. Скорость течения воды — от 0,47 до 2,25 м/с. В 1,5 км от истока ширина реки — 30 м, глубина — менее 1,5 м. Средний расход воды около 5 м³/с, с изменением от 2,6 м³/с в мае — июне до 85 м³/с в первой половине августа.
На реке не имеется водопадов или каких-либо иных препятствий движению рыбы (арктического гольца) по реке.
Река протекает по полярной полупустыне с очень малым количеством осадков: в год выпадает не более 95 мм, из которых 65 % приходится на снегопады в период с сентября по май. В холодные года река может полностью перемерзать в зимний период из-за низкого уровня озера.